# 찰스 스타크 드레이퍼 연구소
주식회사 찰스 스타크 드레이퍼 연구소(Charles Stark Draper Laboratory Inc.)는 미국의 비영리 연구개발 단체다. 매사추세츠주 케임브리지에 본부를 두고 있다. 약칭으로 드레이퍼(Draper)라고 부른다. 방위산업, 항공우주, 의료 및 에너지 관련 문제에 고등기술 설계 및 개발, 배치를 자문하는 것을 주업으로 삼는다.
1932년 매사추세츠 공과대학(MIT)산하에서 미사일의 관성유도장치 연구개발을 하기 위해 찰스 스타크 드레이퍼가 설립한 MIT 계기연구소를 전신으로 한다. 1970년 설립자의 이름을 따서 개칭했고, 1973년 MIT에서 분리독립했다.
대륙간탄도유도탄 타이탄 2호와 잠수함발사 탄도유도탄 UGM-27 폴라리스, 아폴로 계획의 관성유도장치를 이곳에서 개발했다.